# Vitrinismo
Vitrinismo é uma das vertentes de merchandising e diz respeito as técnicas utilizadas na montagem de vitrines, a fim de obter os melhores resultados possíveis na exibição de produtos. 
Vitrines bem elaboradas são capazes de transmitir uma ideia ou até mesmo uma sensação ao possível cliente - valorizando os produtos expostos, criando imagens e aguçando os sentidos das pessoas que olham as vitrines. 
O vitrinismo é mais popular do que geralmente se imagina. Tanto que existem profissionais especializados nas técnicas de vitrinismo: os vitrinistas. 